# Liptena tulliana
Liptena tulliana är en fjärilsart som beskrevs av Grose-smith 1901. Liptena tulliana ingår i släktet Liptena och familjen juvelvingar. Inga underarter finns listade i Catalogue of Life.